# Chatham (Nueva Jersey)
Chatham es un borough ubicado en el condado de Morris en el estado estadounidense de Nueva Jersey. En el año 2010 tenía una población de 8,962 habitantes y una densidad poblacional de 1,445 personas por km².

## Geografía
Chatham se encuentra ubicado en las coordenadas 40°44′25″N 75°23′8″O / 40.74028, -75.38556.

## Demografía
Según la Oficina del Censo en 2000 los ingresos medios por hogar en la localidad eran de $101,991 y los ingresos medios por familia eran $119,635. Los hombres tenían unos ingresos medios de $81,543 frente a los $59,063 para las mujeres. La renta per cápita para la localidad era de $53,027. Alrededor del 2.2% de la población estaba por debajo del umbral de pobreza.